# 山本長水
山本 長水（やまもと ひさみ 、1936年 - ）は、日本の建築家。四国を中心に活動する。

## 略歴
1959年、日本大学旧工学部（現・理工学部）建築学科卒業。同年、市浦建築設計事務所に勤務。1964年に故郷高知に戻り、猪野工務店勤務をへて、1966年、山本長水建築設計事務所設立。
高知女子大学、高知大学で非常勤講師を歴任後、2001年から高知工科大学客員教授。 

## 主な作品
かたつむり山荘（高知県長岡郡大豊町、1969年）2002年第4回日本建築家協会25年賞(住宅部門)
高知県立美術館（高知県高知市、1993年）
高知県立中芸高校格技場（高知県安芸郡田野町、1994年）1999年日本建築学会賞、第22回JIA25年賞
相愛本社（高知県高知市、1996年）1998年日本建築学会作品選奨
県営住宅十市団地木造棟３階建て（高知県高知市、1996年）
稱名寺本堂（高知県高知市、2001年）2004年日本建築学会作品選集
母の家（高知県高知市、2008年）